# 1940 au cinéma
| Années du cinéma : 1937 - 1938 - 1939 - 1940 - 1941 - 1942 - 1943    |
| Décennies du cinéma : 1910 - 1920 - 1930 - 1940 - 1950 - 1960 - 1970 |

Cet article présente les faits marquants de l'année 1940 au cinéma.

## Événements
- 27 juillet : Le personnage d'animation Bugs Bunny fait ses débuts au cinéma.
- septembre : Création de la Continental-Films par les Allemands. Cette société aux capitaux allemands est dirigée par Alfred Greven, proche de Joseph Goebbels. Elle emploiera la fine fleur du cinéma français qui ne s'est pas expatriée tel Maurice Tourneur, Henri-Georges Clouzot, Claude Autant-Lara…
- 3 octobre : À la demande du Maréchal Pétain, le conseil des ministres interdit aux Juifs d'exercer une profession dans le cinéma mais aussi le théâtre, la radio, l'édition et d'une manière générale, dans la fonction publique.
- 6 octobre : La censure du régime de Vichy interdit l'exploitation en salle des « films d’incitation à la haine contre l’Allemagne ». Parmi ces films : La Grande Illusion de Jean Renoir, Salonique, nid d'espions de Georg Wilhelm Pabst, Entente cordiale de Marcel L'Herbier.

## Principaux films de l'année
- Battement de cœur comédie de Henri Decoin avec Danielle Darrieux, Claude Dauphin et Jean Tissier.
- Broadway qui danse (Broadway Melody of 1940) de Norman Taurog avec Fred Astaire et Eleanor Powell.
- Camarade X (Comrade X) de King Vidor avec Clark Gable, Hedy Lamarr et Felix Bressart.
- Chercheurs d'or (Go West) comédie d'Edward Buzzell avec les Marx Brothers, John Carrol et Diana Lewis.
- Dr. Cyclops : fantastique américain d'Ernest B. Schoedsack avec Albert Dekker, Janice Logan, Thomas Coley
- Indiscrétions, film de George Cukor avec Cary Grant, Katharine Hepburn et James Stewart.
- L'Aigle des mers : film d'aventures américain de Michael Curtiz avec Errol Flynn, Brenda Marshall, Claude Rains, Donald Crisp.
- La Dame du vendredi (His Girl Friday) d'Howard Hawks avec Cary Grant et Rosalind Russell
- La Fille du puisatier comédie dramatique de Marcel Pagnol avec Josette Day, Fernandel, Fernand Charpin et Raimu.
- La Lettre (The Letter) de William Wyler avec Bette Davis.
- La Valse dans l'ombre (Waterloo Bridge) de Mervyn LeRoy avec Vivien Leigh et Robert Taylor.
- Le Dictateur (The Great Dictator) comédie de Charlie Chaplin avec Charles Chaplin, Paulette Goddard et Jack Oakie (sortie le 15 octobre à New York).
- Le Juif éternel, film de Fritz Hippler.
- Le Juif Süss, film de Veit Harlan.
- Le Signe de Zorro (The Mark of Zorro) de Rouben Mamoulian avec Tyrone Power et Linda Darnell.
- Les Raisins de la colère, film de John Ford.
- Lucrezia Borgia, film de Hans Hinrich.
- Orgueil et préjugés (Pride and prejudice) de Robert Z. Leonard avec Greer Garson et Laurence Olivier
- Pinocchio dessin animé de Walt Disney.
- Rebecca drame d'Alfred Hitchcock avec George Sanders et Laurence Olivier - Oscar du meilleur film.
- Rendez-vous (The Shop Around the Corner) comédie d'Ernst Lubitsch avec Margaret Sullavan, James Stewart et Frank Morgan.

## Récompenses

### Oscars
- Meilleur film Rebecca de Alfred Hitchcock (États-Unis)
- Meilleure actrice : Ginger Rogers, Kitty Foyle
- Meilleur acteur : James Stewart, Indiscrétions (The Philadelphia Story)
- Meilleur second rôle féminin : Jane Darwell, Les Raisins de la colère (The Grapes of Wrath)
- Meilleur second rôle masculin : Walter Brennan, Le Cavalier du désert (The Westerner)
- Meilleur réalisateur : John Ford, Les Raisins de la colère (The Grapes of Wrath)

## Principales naissances
- 2 janvier : Patrick Lebon († 3 février 2021).
- 22 janvier : John Hurt († 25 janvier 2017)
- 27 janvier : James Cromwell
- 23 février : Peter Fonda († 16 août 2019)
- 10 mars : Chuck Norris
- 26 mars : James Caan († 6 juillet 2022).
- 14 avril : Julie Christie
- 22 avril : Marie-José Nat († 10 octobre 2019).
- 24 avril : Michael Parks († 9 mai 2017)
- 25 avril : Al Pacino
- 30 avril : Burt Young († 8 octobre 2019).
- 11 mai : Janna Prokhorenko († 1er août 2011)
- 15 mai : Svetlana Svetlitchnaïa
- 22 juin : Abbas Kiarostami († 4 juillet 2016).
- 6 juillet : Milan Blažeković († 30 mai 2019)
- 13 juillet : Patrick Stewart
- 3 août : Martin Sheen
- 28 août : Philippe Léotard († 25 août 2001).
- 3 septembre : 
  - Macha Méril
  - Pauline Collins
- 10 septembre : Roy Ayers († 5 mars 2025).
- 11 septembre : Brian De Palma
- 17 septembre : Beverly Aadland († 5 janvier 2010).
- 1er octobre : Jean-Luc Bideau
- 5 octobre : Sid Ahmed Agoumi
- 19 octobre : Michael Gambon († 27 septembre 2023).
- 4 novembre : 
  - Marlène Jobert
  - Manuel Ojeda († 11 août 2022).
- 22 novembre : Andrzej Żuławski († 17 février 2016).
- 27 novembre : Bruce Lee († 20 juillet 1973).

## Principaux décès
- 1er février : Exécution dans la prison de Loubianka à Moscou du metteur en scène Vsevolod Meyerhold.
- 5 avril : John Wray, acteur américain.
- 25 mai : Joe De Grasse, réalisateur.
- 1er juillet : Ben Turpin, acteur.
- 10 octobre : Berton Churchill, acteur.
- 12 octobre : Tom Mix, acteur, dans un accident d’avion en Arizona.
- 5 décembre : Wilfred Lucas, acteur, scénariste, réalisateur.